# Japansk gran
Japansk gran (Picea alcoquiana) är en tallväxtart som först beskrevs av Veitch och John Lindley, och fick sitt nu gällande namn av Élie Abel Carrière. Japansk gran ingår i släktet granar och familjen tallväxter. IUCN kategoriserar arten globalt som livskraftig. Arten har ej påträffats i Sverige.
Denna gran växer i de centrala delarna av ön Honshu i Japan. Den hittas i bergstrakter mellan 700 och 2200 meter över havet. Marken i utbredningsområdet är vanligen av vulkaniskt ursprung och klimatet kännetecknas av snörika vintrar samt stormar under andra årstider. Japansk gran bildar ofta barrskogar tillsammans med bland annat Picea jezoensis, Tsuga diversifolia, Larix kaempferi, Pinus parviflora och Abies veitchii. I bergstrakternas lägre delar kan även lövträd som Betula ermanii, Sorbus commixta, Quercus mongolica, Alnus hirsuta och Prunus maximowiczii vara inblandade.

## Underarter
Arten delas in i följande underarter:
- P. a. acicularis
- P. a. alcoquiana
- P. a. reflexa

## Bildgalleri

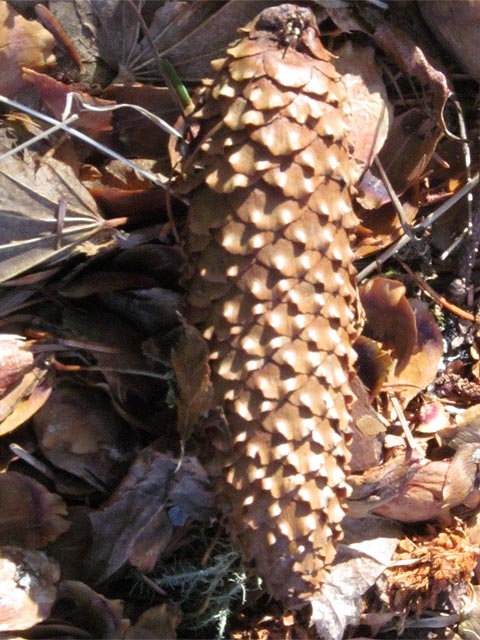
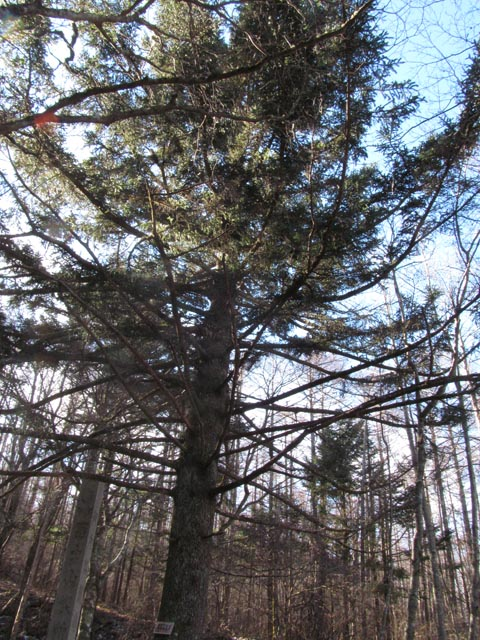
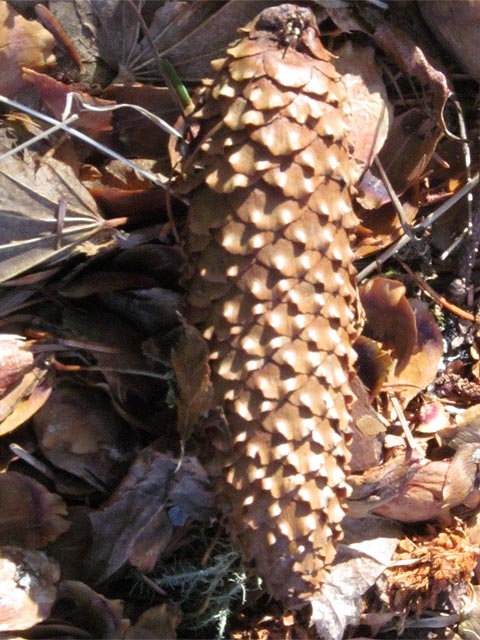
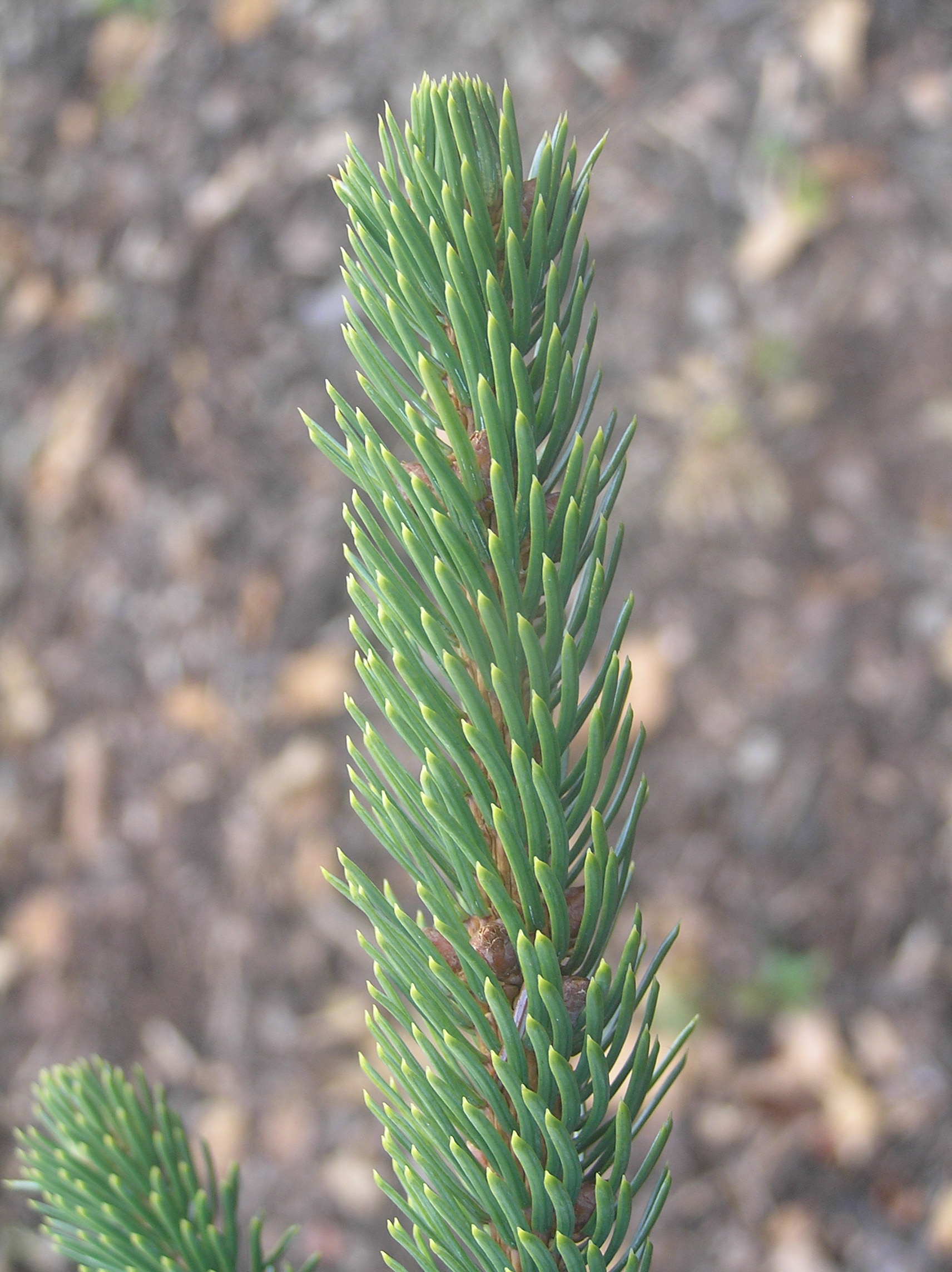
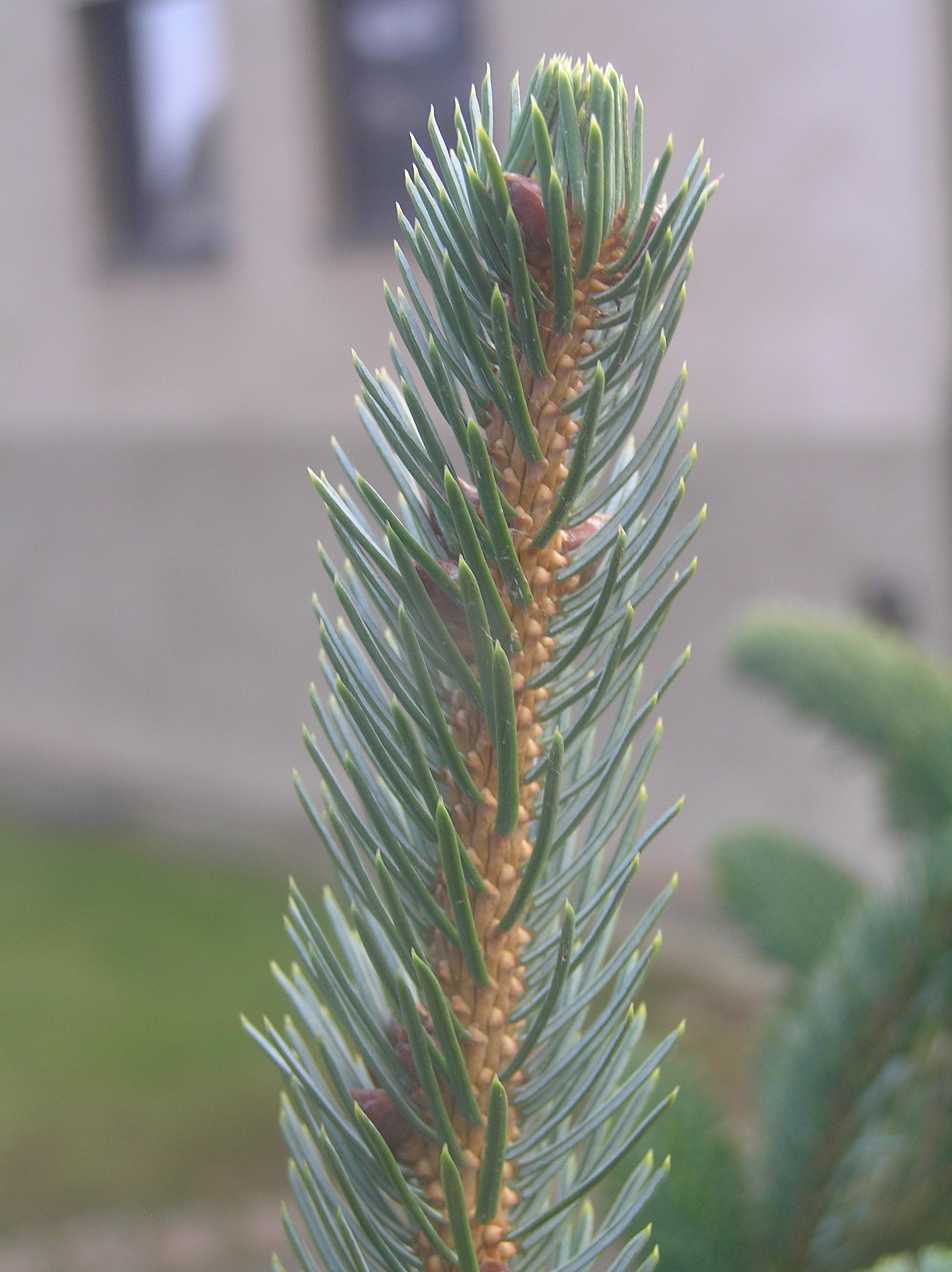